# Nielado

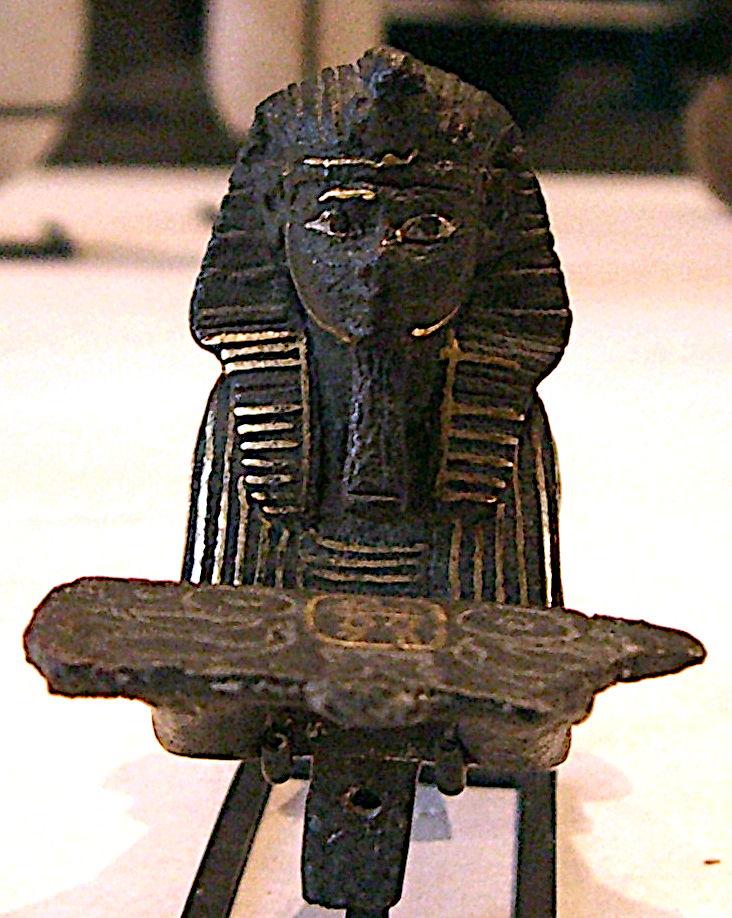
Pequeña esfinge oferente conteniendo el nombre del faraón Siamón, en bronce con nielado de oro -dinastía XXI- Museo del Louvre

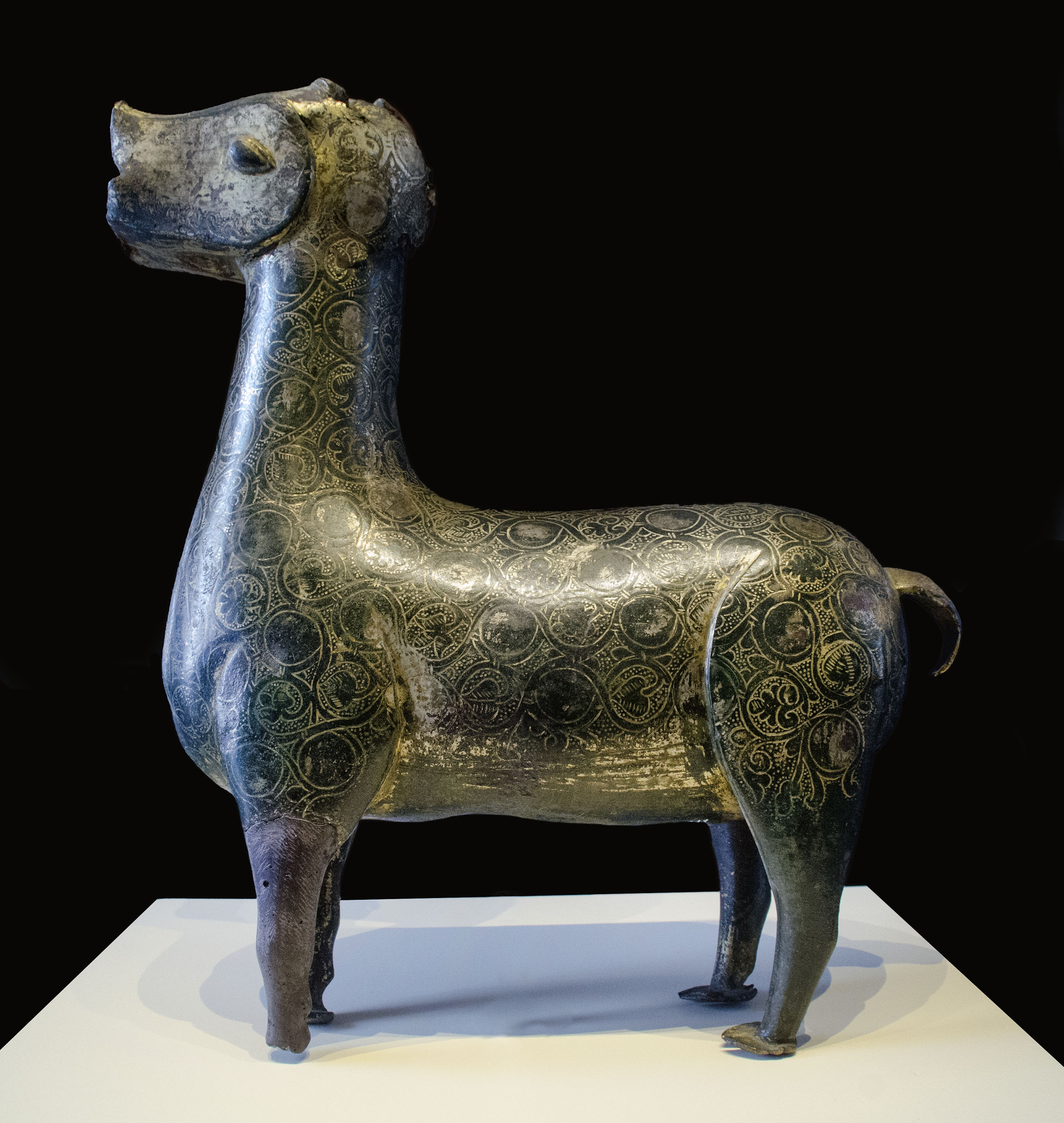
Cierva de Medina Azahara (M.A.N., Madrid)

El nielado es una técnica ornamental que se obtiene mediante la incrustación en plata y otros metales, de un esmalte (generalmente de color negro hecho de plata y plomo fundidos con azufre) en ranuras o incisiones practicadas en el material. 
En la orfebrería anterior al siglo XI se empleó para el nielado la acantita, mineral de sulfuro de plata. Posteriormente, fue utilizada una mezcla fusible de sulfuros de cobre y plata que corresponden al mineral estromeyerita. A esta mezcla se le añadía en muchos casos galena (sulfuro de plomo). El procedimiento empleado era semejante al esmaltado, mediante cochura.
El nielado es uno de los métodos más antiguos para decorar la plata. Plinio el Viejo comenta su existencia en el Antiguo Egipto y algunos ejemplares han llegado hasta nosotros. Existen también adornos nielados en puñales micénicos (c. 1500 a. C.). Durante la segunda Edad del Hierro se empleó abundantemente. Ha aparecido orfebrería nielada en las tumbas de varios guerreros. En la península ibérica son frecuentes las espadas, falcatas con empuñadura en forma de caballo, broches de cinturón, etc. 
Los romanos mantuvieron la técnica del nielado adaptándola a sus gustos decorativos, como la arqueta esponsalicia, procedente de Esquilino (Museo Británico), decorada con motivos cristianos (siglo IV). Se siguió haciendo en el arte bizantino y el anglosajón. El románico representa un predominio del cobre sobre los metales preciosos y un uso creciente del esmalte que va en detrimento del nielado, sin que este se abandonara totalmente. 
Se empleó profusamente el nielado en la orfebrería arábiga, como en la magnífica cierva de bronce (siglo X) procedente de Medina Azahara del Museo Arqueológico Nacional de España, en Madrid.